# Gladys Wamuyu
Gladys Wamuyu Wachiuri  (née le 23 décembre 1972) est une athlète kényane, spécialiste du demi-fond. 

## Biographie

### Palmarès
| Date | Compétition            | Lieu         | Résultat | Épreuve   | Performance   |
| ---- | ---------------------- | ------------ | -------- | --------- | ------------- |
| 1991 | Jeux africains         | Le Caire     | 3e       | 800 m     | 2 min 07 s 14 |
| 1991 | Jeux africains         | Le Caire     | 2e       | 4 x 400 m | 3 min 41 s 20 |
| 1993 | Championnats d'Afrique | Durban       | 2e       | 800 m     | 2 min 01 s 24 |
| 1994 | Jeux du Commonwealth   | Victoria     | 3e       | 800 m     | 2 min 03 s 12 |
| 1998 | Jeux du Commonwealth   | Kuala Lumpur | 8e       | 800 m     | 2 min 02 s 74 |
| 2000 | Championnats d'Afrique | Alger        | 3e       | 800 m     | 2 min 00 s 32 |
| 2000 | Championnats d'Afrique | Alger        | 2e       | 1 500 m   | 4 min 16 s 56 |

### Records
| Épreuve      | Performance   | Lieu     | Date            |
| ------------ | ------------- | -------- | --------------- |
| 800 mètres   | 2 min 00 s 32 | Alger    | 14 juillet 2000 |
| 1 500 mètres | 4 min 11 s 94 | Brisbane | 11 février 2000 |